# 奧蘭鳶魷
奧蘭鳶魷（学名：Sthenoteuthis oualaniensis）又名南魷、鳶烏賊，为柔魚科鸢乌贼属下的一个种。在印度洋、太平洋的赤道和亚热带海域广泛分布。